# Oranienburger Tor (metropolitana di Berlino)
La stazione di Oranienburger Tor è una stazione della metropolitana di Berlino, sulla linea U6.
È posta sotto tutela documentale (Denkmalschutz).

## Storia
La stazione di Oranienburger Tor venne costruita come parte della linea nord-sud («Nord-Süd-Bahn»), denominata in seguito «linea C» e oggi «U6». Essa venne attivata il 30 gennaio 1923, data dell'apertura della tratta fra le stazioni Stettiner Bahnhof (oggi denominata «Naturkundemuseum») e Hallesches Tor.
A partire dal 18 agosto 1961, in conseguenza della costruzione del Muro di Berlino e delle conseguenti nuove disposizioni emanate dal governo della Repubblica Democratica Tedesca, la stazione di Oranienburger Tor, analogamente a tutte le altre della linea ricadenti nel settore orientale della città, entrò a far parte del gruppo delle cosiddette «stazioni fantasma»: i treni, eserciti dalla BVG occidentale, percorrevano la linea senza effettuare le fermate site nel settore orientale.
La stazione fu riaperta il 1º luglio 1990, nella data dell'entrata in vigore dell'unione doganale fra le due Germanie, alcuni mesi prima della riunificazione tedesca.

## Interscambi
- Fermata autobus